# Rito galicano
O rito galicano é um dos ritos litúrgicos latinos, ou seja, um dos ritos litúrgicos ocidentais da Igreja Católica. Este rito consiste numa antiga, mas não extinta forma de Liturgia, outrora comum na França (Gália), do século IV ao VIII. Não era um rito uniforme em toda a Gália, mas sim uma coleção de variações litúrgicas, com um esquema ou base comum, com numerosas variações locais. Atualmente, não é de uso generalizado, mas utilizado em certos locais e em certas datas.

## História
A liturgia católica utilizada na Gália, anteriormente ao século IX é mal conhecida, pois sua organização não sobreviveu tal qual era antes da reforma de Carlos Magno. Atribui-se, erroneamente, a São Germano de Paris uma Expositio missae Gallicanae, que descreve uma forma tardia desta liturgia, por volta do século VII. Este rito tem uma base comum com o Rito Romano. Porém, paulatinamente, muitos fatores fizeram com houvesse uma diferenciação entre ambos. Tanto a situação política das regiões gálicas, dominadas pelos francos, como o distanciamento da urbe Romana e ainda a influência dos reis merovíngeos fizeram com que a liturgia na Gália tomasse particularidades próprias. A partir dos séculos IV e V, as constantes peregrinações à Terra Santa proporcionaram um intercâmbio entre os cristãos, principalmente bispos e monges, ocidentais e orientais. 
Os clérigos ocidentais permaneciam, lá por longo tempo observando e aprendendo os esplendores dos atos de culto das igrejas orientais. Muitos religiosos orientais também passaram a residir no ocidente, incorporando na liturgia ocidental atos edificantes que vivenciavam em suas igrejas, no oriente. Desenvolveu-se, assim, lentamente, uma liturgia própria e requintada, adornada pela grandiosidade oriental, imitada e adaptada. Mas, na Gália, durante a dinastia Merovíngea, havia muita liberdade litúrgica, o que resultou numa variedade ritual imensa, causa de inevitável anarquia.  Não havia uma autoridade episcopal centralizadora, que ordenasse a liturgia, nem os concílios provinciais se esforçaram o suficiente para atingir uma unidade. O resultado desta instabilidade foi a decadência. 
E, também, os papas se esforçaram para a unidade do ocidente em torno do Rito Romano. O Papa Zacarias, por exemplo, ordenou a São Bonifácio que afastasse as influências galicanas no Rito Romano, nos países germânicos. Assim houve uma forte romanização dos livros litúrgicos galicanos: Missale Gallicanum vetus, Missale Gothicum, Missale Francorum. Porém é mais expressiva a presença do Sacramentarium Gelasianum, do século VII, importante livro litúrgico da Igreja de Roma, escrito na França, com influência galicana. Este sacramentário tinha grande penetração nas dioceses da Gália, surgindo várias adaptações, como a de São Galo, a de Angoulome, a de Gallone e muitas outras. A romanização foi concluída no reinado carolíngeo, sendo que os francos ficaram deslumbrados com o esplendor da liturgia e o cato da Igreja de Roma, quando o Papa Estêvão II foi a Paris para a coroação de Pepino, o Breve, em 754.
Pepino introduziu, então, o canto gregoriano na liturgia galicana, conforme atestou seu filho Carlos Magno, terminando por adotar o Sacramentarium Gregorianum, com a ajuda de seu tio o Bispo de Metz. Carlos Magno concluiu o que seu pai iniciara, sendo que, pouco depois de sua morte, havia somente alguns missais galicanos nos arquivos das igrejas. A manutenção destas liturgias, após o Concílio de Trento foi justificada  pelo fato de terem mais de duzentos anos de existência, conforme garantiu a bula Quo Primum Tempore, de São Pio V, datada de 14 de julho de 1570. 
Porém, no século XVIII, houve uma proliferação anárquica de livre liturgias na França e, as dioceses que, até então, não tinham liturgia própria criaram a sua, inspirando-se nos territórios vizinhos ou, muitas vezes, na Liturgia Parisiense. Quando da negociação da concordata de 1802, houve um reconhecimento tácito  destas liturgias, por parte da Santa Sé. Na segunda metade do século XIX, Dom Guéranger empreende uma restauração da liturgia romana nas dioceses de França, adotando progressivamente os usos romanos. Porém, foram conservados, com a anuência de Roma, algumas cerimônias dos antigos livros e certos costumes imemoriais.
Somente o Rito Lionês subsiste como liturgia particular, celebrado na Arquidiocese de Lião, principalmente na Catedral Primacial de São João Batista.

## Estrutura
A sua estrutura é aparentada com a liturgia moçárabe, da Espanha, com uma grande oração sacerdotal, composta de peças móveis. Nela, a língua usada é o latim e se observa, do século VII ao VIII,  uma influência de usos orientais, mais especificamente do rito siríaco.
- - Ritos iniciais
- Entrada: enquanto o celebrante e o clero fazem a procissão de entrada, é entoado uma antífona com salmo, ao modo do Intróito romano.
- A saudação é a mesma Dominus Vobiscum!, com a resposta Et cum spiritu tuo!.
- A seguir canta-se o Triságio, em grego e latim, ao qual segue o canto da Profecia ou do Benedictus.
- Segue o convite à Oração dos Fiéis ou Prefácio.
- Os ritos iniciais são concluídos com a 'collectio post prophetiam.

- - Liturgia da palavra
- A Primeira Leitura é retirada do Antigo Testamento.
- A Segunda Leitura, dos Atos dos Apóstolos ou das Epístolas.
- Segue-se o Canto dos Três jovens (Dn 3, 56-57).
- Procissão Solene, com o canto do Triságio, novamente.
- O Evangelho
- Homilia.
- Preces Litânicas, com forte influência oriental, proferidas pelo Diácono. No chamado "Missal de Stowe", a resposta a esta prece sempre é: Attende, Domine, et miserere". Estas preces são encerradas com a collectio post precem.

- - Liturgia sacrificial
- Procissão solene do Ofertório, sendo o pão levado ao altar numa caixa em forma de torre e o vinho no cálice coberto com véus, enquanto se executa o canto de ofertório, chamado sonus, correspondente ao Hino dos Querubins, do rito bizantino.
- Colocadas as ofertas sobre o altar, são cantadas as Laudes ou Triplo Aleluia.
- Seguem-se as preces de "Memento", onde se lêm os dípticos com os nomes dos vivos e dos mortos que se comemoram, juntamente com a memória dos santos.
- O celebrante recita a Collectio post nomina.
- Collectio post pacem.
- Beijo da Paz.
- A Oração Eucarística é iniciada com a  Contestatio ou Immolatio, correspondente ao Prefácio do Rito Romano, poré, mais extenso.
- Canto dos Sanctus.
- Oração de Transição Post Sanctus.
- Consagração.
- Oração Post Pridie, de grande relevância, devido a seu caráter, simultaneamente, anamnético e epiclético.

- - Rito da Comunhão
- Na Fração do Pão, as partículas são postas em forma de cruz, enquanto é cantado o Confractorium.
- O Pater Noster é recitado pelo celebrante e pelos fiéis, à maneira oriental.
- Antes da Comunhão, o bispo (com uma fórmula mais longa), ou o padre (com uma fórmula mais breve) abençoa os fiéis, para que se aproximem justificados do Cálice da Bênção.
- A Comunhão, dada sob as duas espécies, se recebe na mesa do altar, sendo que os homens recebem a partícula sobre a palma da mão descoberta e as mulheres, na mão coberta por um lenço. O vinho é tomado do cálice.
- Enquanto todos comungam, é cantada a antífona Trecanum.

- - Ritos Finais
- Oração Pós-Comunhão
- O celebrante termina a Missa com as palavras Missa acta est e todos respondem In pace!"".

## Liturgias neogalicanas
Chamam-se, muitas vezes, rito galicano as liturgias locais das dioceses de França. Herdeiras da Liturgia da Gália, mas fortemente romanizadas desde a reforma de Carlos Magno, notadamente pela introdução do Cânon Romano, estas liturgias neo-galicanas se caracterizam pelos fastos ostensivos e pelo número de ministros na Missa solene. 
- O chamado Rito Lionês (em latim ritus lugdunensis)  é uma maneira de celebrar a Missa e os sacramentos na Igreja Católica, na França. É encontrado como rito próprio da Diocese de Lião, desde o século IX. nele há influência oriental, principalmente nas incensações, que são feitas com golpes longos, e não curtos como no rito romano.

- O Rito Parisiense (em latim ritus parisiensis)

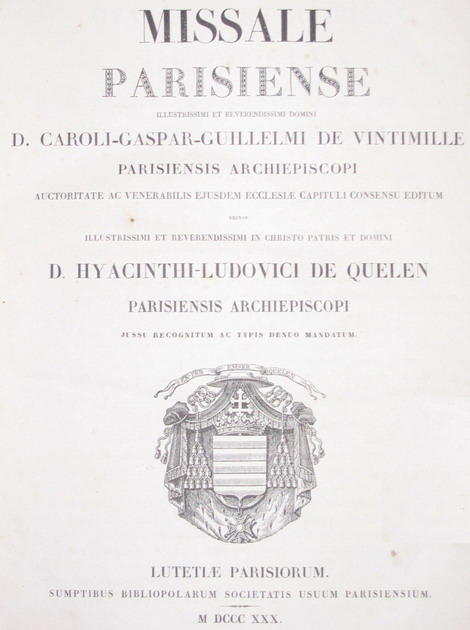
Missal de 1830

Antes do século XV, os antigos missais e breviários da Arquidiocese de Paris eram conservados na catedral. Os padres que necessitavam destes livros faziam suas cópias a partir daqueles originais e conservavam estas cópias em suas igrejas. Surgiu assim um Rito parisiense. O saltério era distribuído nos sete dias da semana e as lições da Bíblia, por todos os dias do ano; mas, não havia hinos. A primeira impressão destes livros aconteceu no episcopado de Louis de Beaumont (1473-1492). A revisão da impressão foi confiada a  Jean Le Munérat, que editou o breviário, em 1479, e o missal em 1481. Em 1583, foi solicitado a Pierre de Gody, bispo de Paris, que adotasse o Breviário romano, que o rei Henrique III havia introduzido em sua capela. Mas, o cabido de paris, apoiando-se na Bula do Papa Pio V, quis manter os ritos próprios da sua diocese. o cabido mandou, porém, corrigir o Breviário em alguns pontos, publicando em 1584 o Breviarium insignis Ecclesiæ Parisiensis restitutum ac emendatum. O Missal foi publicado em 1585, mantendo, totalmente, os ritos de Paris. desejando continuar a obra iniciada por seus predecessores, e pressionado pela necessidade de reimprimir os livros de sua diocese, Monsenhor Charles de Vintimille, arcebispo de Paris,  promulga o Breviarium Parisiense, em 1736; e o Missale Parisiense, em 1738, ambos muito difundidos nas dioceses francesas.Uma reforma das rubricas do Missal foram promulgadas em 1830, por Monsenhor de Quélen.

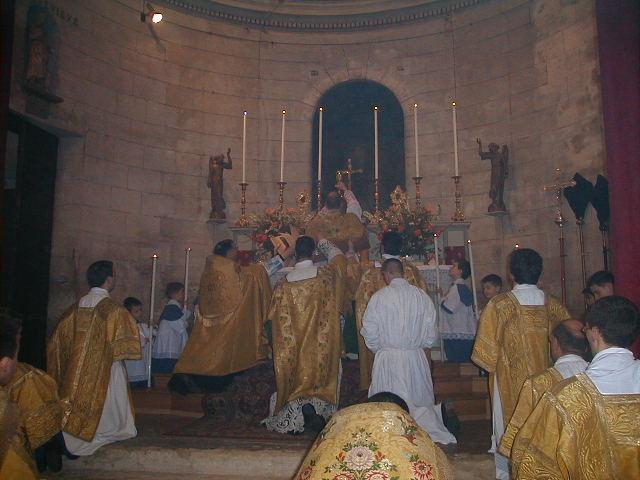
missa em rito versalhês

- O chamado rito de Versalhes (em latim ritus versaliensis) é, no fundo, uma variação do Rito parisiense.